# Helene Weigel
Helene Weigel (Bécs, 1900. május 12. – Berlin, 1971. május 6.) német színész, politikus, színházi színész és filmszínész, Bertolt Brecht második felesége. 1930-ban házasodtak össze, a drámaíró 1956-os haláláig két gyermekük született.
Zsidó családba született, 1919-ben költözött a Német Birodalomba, ahol különböző színházakban lépett fel. 1930-tól volt a kommunista párt tagja, az NDK képviselőházának (Volkskammer) tagja és a Berliner Ensemble színház igazgatója.